# 科夫圖尼夫卡 (普里盧基區)
50°28′57″N 32°16′9″E / 50.48250°N 32.26917°E
科夫圖尼夫卡（烏克蘭語：Ковтунівка）是位於烏克蘭北部切爾尼希夫州裏普里盧基區的村莊，始建於1600年，面積2.88平方公里，海拔高度126米，2001年人口504。